# Université d'économie de Tokyo
L'université d'économie de Tokyo (東京経済大学, Tōkyō keizai daigaku) est une université privée japonaise qui dispose de campus à Kokubunji et à Musashimurayama.

## Historique
L'établissement prédécesseur (appelé Shogyo Gakko) avait été fondé en 1900 par Ōkura Kihachirō et a obtenu le statut d'université en 1949.

## Galerie

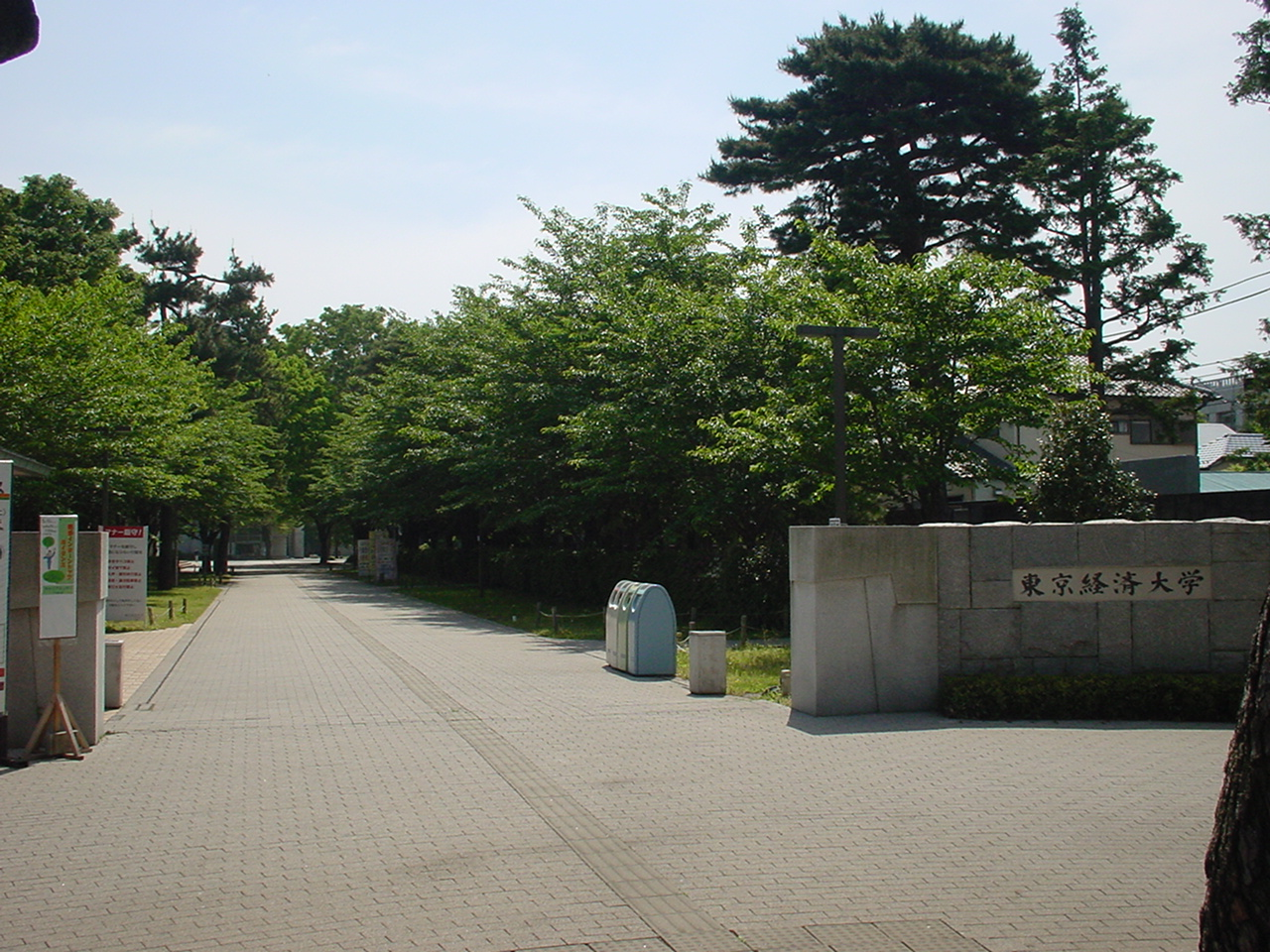
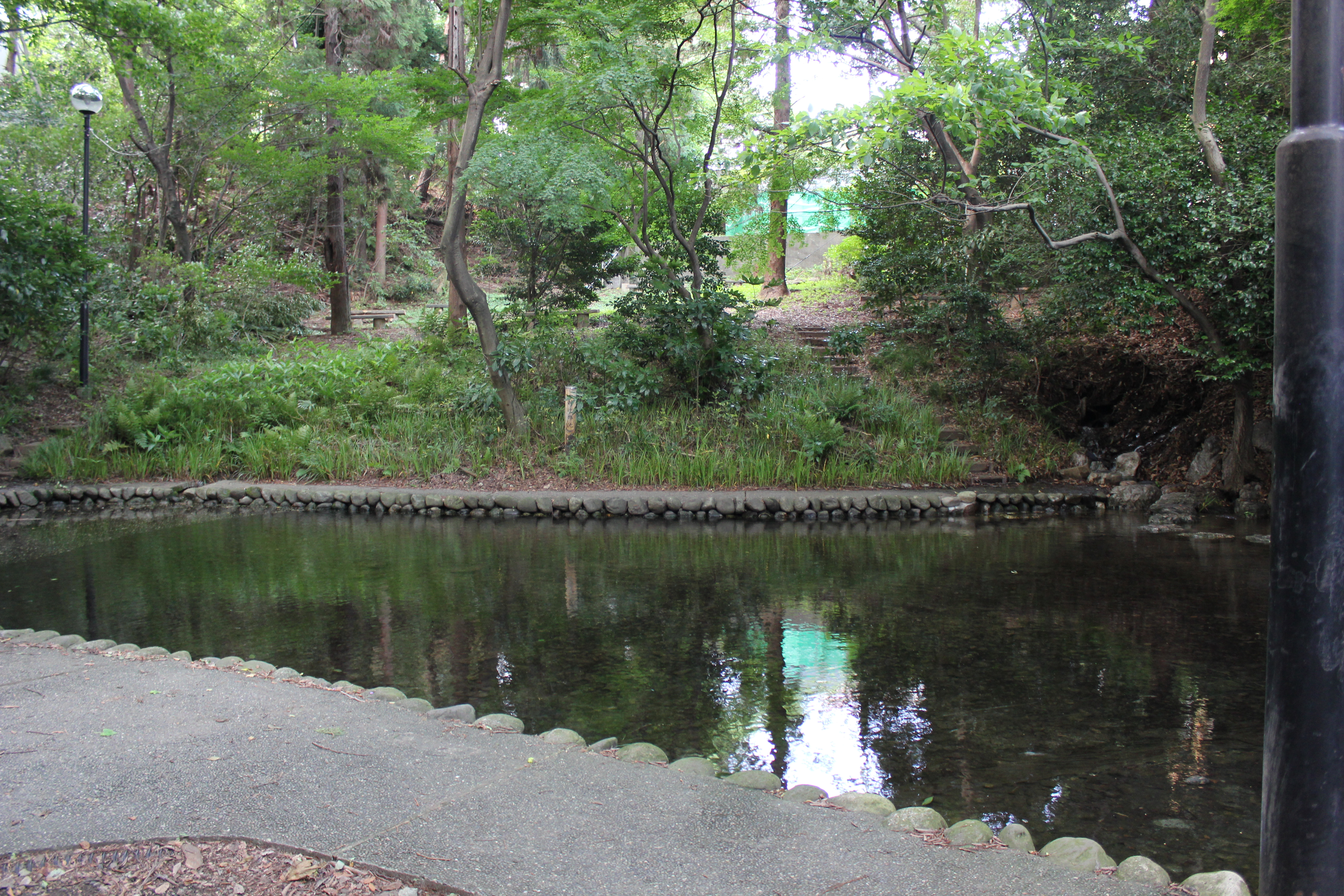
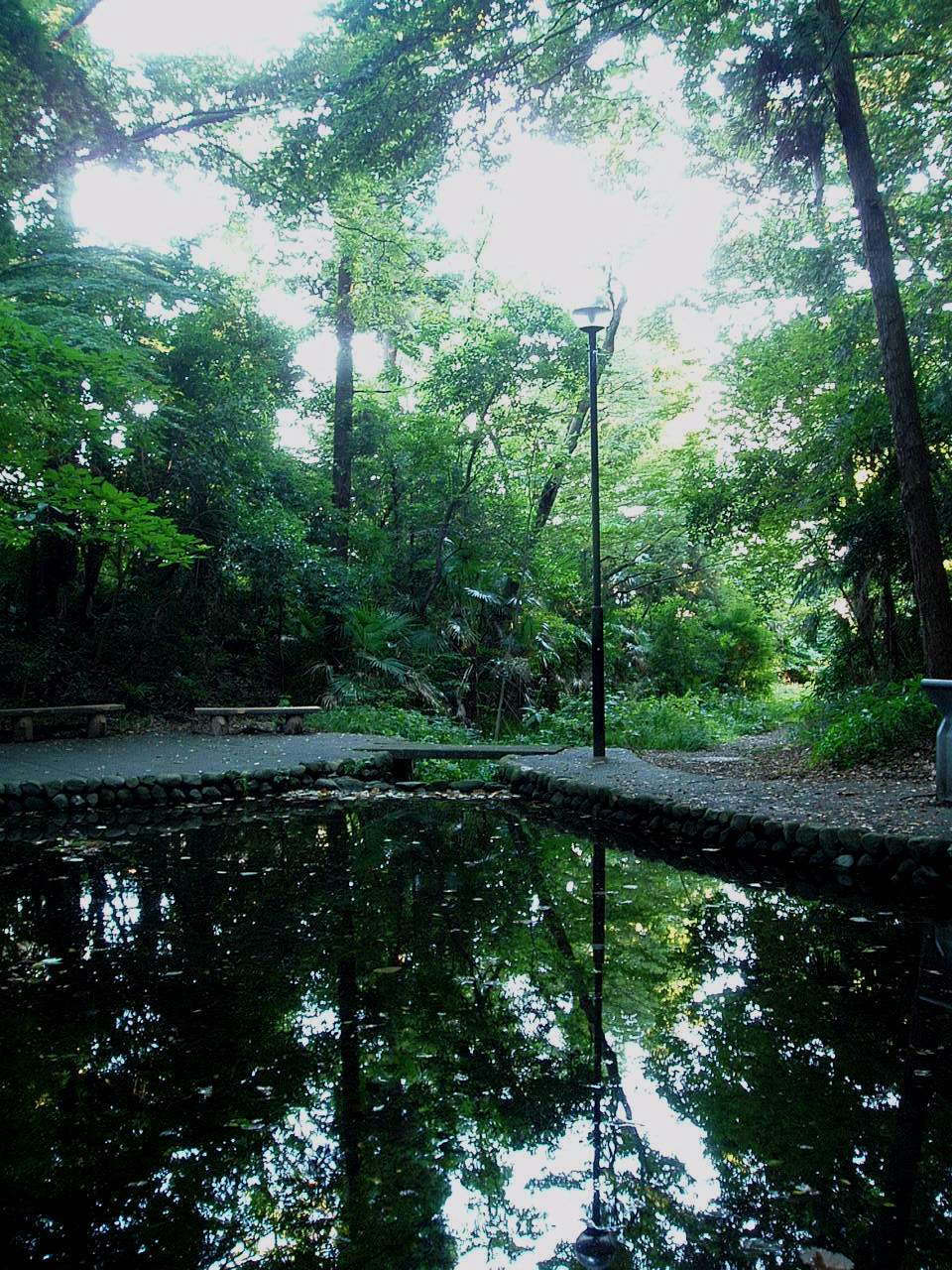
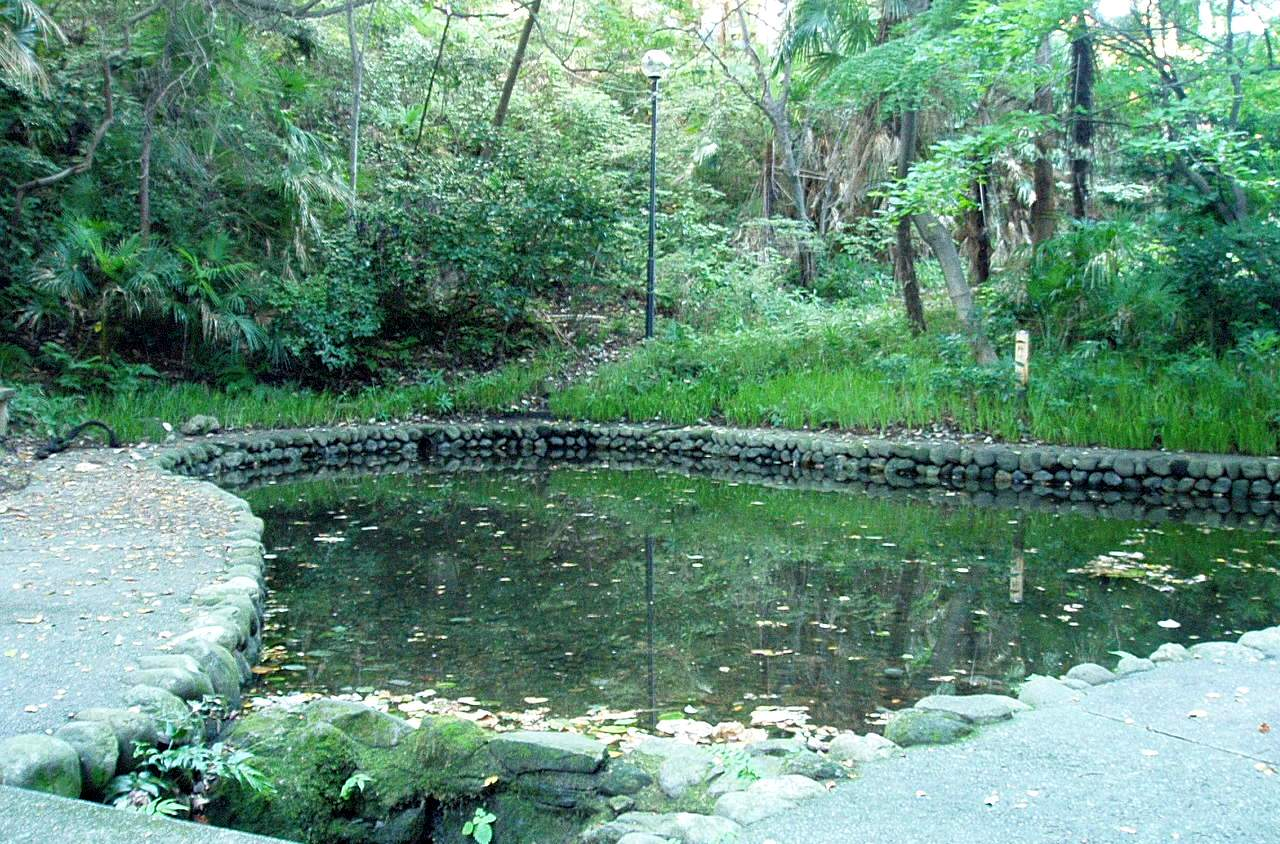